# Sistole (retorica)
La Sistole è una figura metrica che, praticata nella versificazione latina, si è trasmessa nelle letteratura neolatine.

## Etimologia
Dal greco συστολή «contrazione», derivato (deverbativo) dal verbo συστέλλω «restringere, contrarre». La figura prende il nome dal corrispondente fenomeno di contrazione della muscolatura cardiaca.

## Metrica latina
Nella metrica latina, basata sulla quantità delle sillabe si tratta di un abbreviamento artificioso di una vocale normalmente lunga in modo da far rientrare la sequenza sillabica nel ritmo del verso. Essa è usata assai raramente negli autori della letteratura classica.

### Esempi
Nel verso Matri longa decem tulerunt fastidia menses (Virgilio, Eclogae IV, 61) la parola tulerunt, come è normale nella terza persona plurale del perfetto indicativo attivo, ha normalmente la penultima sillaba lunga tulērunt (pronunciato tulèrunt) ma per rientrare nel ritmo dell'esametro dattilico in questo verso essa ha la e breve tulĕrunt (pronunciato túlerunt).

## Metrica italiana
Nella metrica italiana, basata sull'alternanza di sillabe toniche e atone, si tratta dell'arretramento dell'accento in parole tronche, perlopiù in fine di verso per facilitare la rima o per creare rime insolite. Il fenomeno, già presente nella poesia provenzale, usato assai raramente da Dante e Petrarca, divenne grazie alla loro influenza uno stilema diffuso tra i poeti che ad essi si ispirarono.

### Esempi
Nel verso la notte ch'io passai con tanta pièta (Dante Alighieri, If I, 21), la parola "pietà" va letta pièta in rima con pianéta e quièta.
Nel verso quando verrà la nimica podèsta (Dante Alighieri, If VI, 96), la parola "podestà" va letta "podèsta" con accento sulla penultima sillaba, in rima con "testa" e "desta".
Il fenomeno opposto alla sistole è la diastole.